# ادیکاراتی
ادیکاراتی (به انگلیسی: Adikaratti) در هند است که در تامیل نادو واقع شده‌است.

## خصوصیات
ادیکاراتی ۱۵٬۹۹۶ نفر جمعیت دارد.